# Trichulus
Trichulus é um género de coleópteros da família Erotylidae.